# P.E.A.C.E. Plan
Le P.E.A.C.E. Plan est un programme humanitaire de développement pour les églises et une mission chrétienne évangélique de la Saddleback Church à Lake Forest en Californie aux États-Unis.

## Histoire
Le P.E.A.C.E. Plan a ses origines dans la lecture d’un article sur les orphelins du VIH/SIDA en Afrique par Kay, la femme du pasteur baptiste Rick Warren et une rencontre en 2003 du couple avec un pasteur d’un township de Johannesburg en Afrique du Sud.
Le programme a été fondé la même année, par la Saddleback Church et Warren pour combattre cinq défis de développement,.  Pendant 18 mois, des programmes pilotes ont été testés avec des jumelages de villages à des petits groupes de l’Eglise. En 2005, le programme est établi au Rwanda, qui a été le premier partenaire permanent ,.
En 2008, après avoir écouté les commentaires de dirigeants d’église de divers pays sur l’efficacité du programme, Rick Warren a apporté plusieurs correctifs au programme, dont l’ajout du volet de réconciliation dans les églises.

## Programmes
Les cinq défis du programme sont:
1. le manque de spiritualité ;
2. le leadership égoïste ;
3. l’extrême pauvreté ;
4. les maladies pandémiques ;
5. l’analphabétisme et le manque d’instruction.

Les cinq objectifs du programme sont 
 ,:
1. Implanter ou soutenir des églises pour la réconciliation : Soutenir ou implanter des églises en offrant des ressources pour combattre le racisme et l’injustice.
2. Équiper les dirigeants d’église : Offrir des formations sur le leadership.
3. Aider les pauvres : Soutenir les groupes d’épargne, les projets d’entreprise, et les orphelins.
4. Soigner les malades : Soutenir l’accès à l’eau potable, l’assainissement, les soins de santé mentale, les personnes vivant avec le VIH/SIDA.
5. Éduquer la prochaine génération : Soutenir des programmes d’alphabétisation en anglais.

Dans la lutte contre la pauvreté en Afrique, le programme a pour priorité le maintien du contact des orphelins du sida avec leurs communautés en les confiant à des familles d’accueil et évite de construire des orphelinats.

## Critiques
En 2009, une étude de l’Université nationale du Rwanda a relevé que le volet santé du programme, dans le district de Karongi au Rwanda, avait certaines faiblesses, dont le manque de coopération entre les églises de dénominations différentes, le manque de personnel pour la gestion des données d’évaluation des résultats et les réticences à la collaboration avec des groupes séculiers (gouvernements, ONG, universités).  En 2020, le PEACE Plan a publié un rapport annuel de progrès qui comprend une liste des partenaires, où chaque pays est jumelé avec une église américaine différente, et fait l’objet d’une évaluation du programme selon le nombre d’églises et de personnes formées, ainsi que l’avancement dans la formation.